# Orphée descendant aux Enfers
Ne doit pas être confondu avec La Descente d'Orphée aux Enfers H.488, opéra de Marc-Antoine Charpentier.

Orphée descendant aux Enfers, H 471, est une cantate baroque du compositeur français Marc-Antoine Charpentier composée en 1683 ou 1684.

## Description
L'ouvrage, en tonalité de mi mineur, est composé pour trois voix et dure une vingtaine de minutes environ ; il s'agit d'une scène dramatique en langue française reprenant le mythe d'Orphée. Les trois solistes sont une voix haute-contre (Orphée), un ténor (Ixion) et une basse (Tantale) ; l'orchestre est composé de deux flûtes, deux violons ou violes et probablement un clavecin pour la basse continue.
L'histoire décrit la douleur d'Orphée face à la perte de son épouse, sa descente aux Enfers pour aller la chercher et l'apaisement des suppliciés grâce à son chant. Le personnage d'Eurydice est absent du récit de ce court ouvrage, mettant en avant le chanteur antique et son talent pour l'affect. Le personnage n'y a d'ailleurs pas son ordinaire lyre pour l'accompagner, mais un violon. Dans le manuscrit, est écrit la mention « viollon d'Orphée ».

## Contexte
Élève de Giacomo Carissimi à partir des années 1660, l'influence de ce dernier, maître de la cantate baroque, se fait largement ressentir dans cet Orphée de Marc-Antoine Charpentier. Cette œuvre est par ailleurs considérée comme la première cantate française, bien qu'elle ne possède pas encore les caractéristiques et la structure typiques des cantates française à la fin du règne de Louis XIV.
Il est fort probable que le compositeur ait connu les premières occurrences du mythe d'Orphée adapté à la musique, des compositeurs comme Jacopo Peri (L'Orfeo, opéra perdu) ou Claudio Monteverdi (L'Orfeo, première « opéra » reconnue comme telle). De plus, Stefano Landi compose La Morte d'Orfeo en 1619 et Luigi Rossi un Orfeo en 1647. Tous ces ouvrages étaient connus parmi les érudits dans la ville et ce dernier eut d'ailleurs une influence considérable sur la musique en France, y faisant découvrir ce nouveau genre.
Durant les années 1680, Marc-Antoine Charpentier est accueilli chez la duchesse de Guise ; il est à son service comme chanteur et compositeur. En 1687, Marc-Antoine Charpentier compose pour elle un court opéra sur le même sujet, La Descente d'Orphée aux enfers H.488.

## Structure
1. Prélude
2. Récit d'Orphée, violon lentement « Effroyable Enfers, où je conduis mes pas »
3. Tantale « Quelle douce harmonie a frappé mon oreille ? »
4. Ixion « D’où vient que je soupire et qu’au fond de mon cœur »
5. Orphée « Vos plus grands criminels rongés par des vautours »
6. Ixion et Tantale « Ne cherchons plus d'où vient cette tendresse »
7. Orphée, Ixion et Tantale « Hélas, rien n’est égal au bonheur des amants »

## Concerts
L'ensemble baroque Les Arts florissants de William Christie joue plusieurs fois l'ouvrage entre 1984 et 1985. Une fois aux Pays-Bas, une autre intégrée à des suites d'orchestres à partir du compositeur Marc-Antoine Charpentier à Arles, et une autre fois dans le même ville avec le baryton Philippe Cantor.
L'ouvrage est donné en concert en 2020 à la Salle Gaveau à Paris par les ensembles baroques Vox Luminis et A Nocte Temporis de Reinoud Van Mechelen. Ce dernier, haute-contre, dirige l'orchestre et chante Orphée, tandis que Lionel Meunier, basse-taille, est Tantale et Ixion est incarné par Philippe Froelige. Ce concert donne en même temps l'opéra sur le même thème du même compositeur, La Descente d'Orphée aux Enfers H.488.

## Enregistrements
- Orphée descendant aux Enfers H.471, Epitaphium Carpentarii H.471,Tristes déserts déserts H.469, Musidisc, 1999, Ricecar Consort, enregistré en 1987, avec Henri Ledroit en Orphée, Guy de Mey en Ixion et Jacques Bona en Tantale, 1 CD Ricercar 1987[7].
- Orphée descendant aux Enfers H.471, Epitaphium Carpentarii H.474, Tristes déserts H.469. 2007, Zig-Zag Territoires, enregistré en octobre 2006 à l’abbaye de Saint-Michel en Thiérache, dirigé par Gérard Lesne, avec Il Seminario Musicale, Cyril Auvity, et Edwin Crossley-Mercer[8].
- Orphée descendant aux Enfers H.471 (Récit et air) sur L'Orgue historique de Nay, Arion, 2009, avec Dominique Visse, enregistré en 2007 à l'église de Nay[9].
- Orphée descendant aux enfers H.471, Boston early Music Festival Vocal & Chamber Ensembles, dir. par Paul O'Dette & Stephen Stubbs. CD CPO 2010
- Orphée descendant aux Enfers H.471, chez Alpha, 2020, enregistré en 2019, Vox Luminis et A nocte temporis, dirigé par Reinoud Van Mechelen et Lionel Meunier. Contient La Descente d’Orphée aux Enfers, H.488[1].